# 風景 (ロイスダール、ワシントン)
『風景』（ふうけい、蘭: Landschap、英: Landscape）は、17世紀オランダ絵画黄金時代の画家ヤーコプ・ファン・ロイスダールが1670年ごろにキャンバス上に油彩で制作した風景画である。1961年にサミュエル・ヘンリー・クレスのコレクションが寄贈された際にワシントン・ナショナル・ギャラリーに収蔵され、現在、同美術館に所蔵されている。

## 作品
本作では、滝が小川の穏やかな流れを橋の方に向かう激しい急流に変貌させている。じっと眺めていると、川の流れる音や森の木立のざわめきが聞こえてきそうである。ロイスダールは、自然の中で体験する感覚を率直に表しているように思われる。犬に伴われた母子が橋を渡り、鬱蒼とした森のある丘のようなところに続く小道に向かっている。彼らは、大きな森に吸い込まれていくかのように見える。
鑑賞者の視界は、中央に立つ大きな木によってさえぎられている。これらの木々は、右側の2本がこんもりと葉をつけて生き生きとしているのに対し、左側の1本はすっかり立ち枯れてしまっているようである。小川の流れは時間の経過、すなわち人生の移ろいを意味しているといわれる。また、岩の多い風景で3本の大きな倒木と急流が並置されていることは、おそらく生命の儚さに対する寓意的な示唆となっている。
ロイスダールはしばしば鑑賞者がたやすく風景の中に入っていくことを妨げるような構図を採用し、緊張感を高めているが、この絵画はそのよい例である。対岸には橋を渡ることでしかたどり着けず、此岸は画面外にあるため鑑賞者には近づけない。